# Augustine Moukodi
Augustine Moukodi est une réalisatrice, scénariste et productrice camerounaise. Elle est aussi chercheuse indépendante en histoire coloniale et postcoloniale. 

## Biographie

### Enfance et débuts
Après des études primaires à petit Saker et à l'annexe de Bonamoussadi, Augustine Moukodi rejoint le collège Eyengue Nkongo puis le lycée d'Akwa. Pendant trois ans, elle étudie l'égyptologie avec le professeur Dou Kaya. Elle étudie le cinéma à l'Association des Professionnels du Cinéma à Douala et obtient un diplôme en gestion à l'Institut des Hautes Technologies de l'Information à Douala en 2007. Toujours la même année, elle obtient une attestation de gestion de centre d'appel. 
association des professionnels du cinéma de Douala pendant quatre ans

### Carrière
- Production et réalisation : Augustine Moukodi travaille comme productrice exécutive sur le programme culturel pour enfants Game Over Show pendant six ans. Elle est également présidente de Zili Company depuis 2017, qui produit des œuvres cinématographiques au Cameroun.
- Films notables : Elle coécrit et réalise plusieurs films, dont Our Wishes (2020), The Law of Destiny (2021), et Walaandé (2023). Son film Nema[3], réalisé entre 2020 et 2021, explore les traditions culturelles du peuple Sawa[4].
- Engagement social : En tant que secrétaire générale de la branche camerounaise de l'Association Mondiale des Actrices Culturelles, elle s'investit dans les questions de genre au sein des institutions culturelles.

## Filmographie
- Nema (2021)[5] : Un film ethnologique qui explore la culture Sawa et ses richesses. Le film a été projeté au Festival international des films ethnographiques d'Allemagne en mai 2024.
- The Law of Destiny (2021) : Augustine Moukodi est productrice déléguée, ce film qui a reçu des critiques positives.
- La Loi Du Destin (2021)[6]
- Our Wishes (2020)[7] : Une série télévisée produite la société Zili donc Augustine Moukodi est la présidente et la co-scénariste.
- Walaandé (2023)[8] : de la société Zili, produit par Jean Pierre Bekolo

Son dernier film, Amen (2023), aborde les tensions entre tradition et modernité au sein de la communauté Kodi, mettant en lumière les défis liés à la succession d'un chef local et aux pratiques culturelles.

## Impact
Augustine Moukodi est présente dans la promotion du cinéma camerounais et dans la sensibilisation aux enjeux culturels et sociaux, en intégrant des thèmes traditionnels dans ses œuvres tout en abordant des questions contemporaines. Elle a une relation privilégiée avec Suzanne Kalla Lobè. Elle est aussi secrétaire générale de l’association mondiale actrices culturelles ensemble antenne du Cameroun qui milite pour la place de la femme dans le monde de la culture.